# David Eugene Smith
David Eugene Smith   (Cortland, 21 de gener de 1860 - Nova York, 29 de juliol de 1944) va ser un intel·lectual estatunidenc, recordat pels seus treballs en pedagogia i història de la matemàtica.

## Vida i obra
Nascut a la zona dels Finger Lakes de l'estat de Nova York, va fer els estudis secundaris a l'institut de la seva vila natal, Cortland. El seu pare (1831-1897), que era un eminent advocat, va esdevenir jutge de Cortland el 1868. La seva mare li va ensenyar llatí i grec, a més de les matèries que ja feia al institut. Als 19 anys va fer un viatge de dos mesos per Europa on va començar la seva afició pel col·leccionisme, sobre tot de llibres científics antics. Després de graduar-se a la universitat de Syracuse, va ingressar al col·legi d'advocats i va treballar en el bufet legal del seu pare, però la professió jurídica no li va agradar gaire.
El 1884 va començar a ensenyar matemàtiques a la Cortland Normal School. El 1891, quan anava a prendre un any sabàtic per estudiar a la universitat de Göttingen amb Felix Klein, va decidir acceptar una oferta per fer de professor al Michigan State Normal College, l'escola estatal de professors, actual Eastern Michigan University, a Ypsilanti (Michigan). El 1898 va tornar a Cortland i va ser director de la Normal School de l'estat de Nova York a Brockport. El 1901 va acceptar el lloc de professor de matemàtiques a la Teachers School de la Universitat de Colúmbia, on va romandre fins a la seva jubilació el 1926. Després de jubilar-se, va continuar fent de professor emèrit a Columbia fins a la seva mort el 1944.
L'obra de Smith és ingent: només abans de 1935 ja havia publicat 391 obres incloent els llibres de text i els articles científics. A més, i en col·laboració amb George Arthur Plimpton, va ser un àvid col·leccionista d'instruments i llibres matemàtics antics, que va cedir a la Universitat de Colúmbia en morir. També va ser bibliotecari de la Societat Americana de Matemàtiques de 1902 a 1920, editor de la seva revista (1903-1909), president de la Mathematical Association of America (1920) i membre fundador de la History of Science Society.
Entre els seus llibres més importants es poden citar: Rara Arithmetica (1908), Number Stories of Long Ago (1919), History of Mathematics (dos volums, 1923 i 1925), The Hindu-Arabic Numerals (1919) i A History of Japanese Mathematics (1914).